# Метро Кеш енд Кери България
„Метро Кеш енд Кери България“ ЕООД е търговско предприятие със седалище в София, България, част от германската група „Метро Груп“. Към 2020 година има обем на продажбите 765 милиона лева и 2134 служители.
Основано е през 1998 година, след което изгражда верига от магазини за потребителски стоки, ориентирани към B2B продажби, главно в хотелско-ресторантьорския сектор. Към 2022 година оперира 11 магазина в големите градове на страната.